# Saison 3 d'Ash vs. Evil Dead
Chronologie
Saison 2
Cet article présente les dix épisodes de la troisième saison de la série télévisée américaine Ash vs. Evil Dead.

## Synopsis
Alors qu'il pense que les problèmes sont derrière lui, Ash décide d’ouvrir une quincaillerie à Elk Grove. Mais les problèmes ne tardent pas à refaire surface quand Ash apprend qu'il a une fille de 17 ans nommée Brandy. Au même moment, les forces du mal ressurgissent avec l'aide de la maléfique Ruby. Ash va devoir protéger sa fille et combattre une fois de plus les terribles cadavéreux...

## Distribution

### Acteurs principaux
- Bruce Campbell (VF : Thierry Mercier) : Ashley J. « Ash » Williams
- Ray Santiago (VF : Fabrice Fara) : Pablo Simon Bolivar
- Dana DeLorenzo (VF : Charlotte Correa) : Kelly Maxwell
- Lucy Lawless (VF : Céline Monsarrat) : Ruby Knowby
- Arielle Carver-O'Neill (VF : Jennifer Fauveau) : Brandy Barr
- Lindsay Farris (en) (VF : Antoine Nouel) : Dalton

### Acteurs récurrents et invités
- Katrina Hobbs (VF : Isabelle Leprince) : Candace Barr
- Lee Majors (VF : José Luccioni) : Brock Williams
- Ellie Gall (VF : Elsa Bougerie) : Rachel Manning
- Samantha Young : Natalie
- Hemky Madera : Brujo
- Chelsie Preston Crayford : Kaya
- Emelia Burns (VF : Fily Keita) : Zoe
- Mikaela Rüegg : la fille morte

## Liste des épisodes

### Épisode 1:Famille Décomposée
- États-Unis : 25 février 2018 sur Starz
- France : 26 février 2018 sur OCS Choc

- États-Unis : 225 000 téléspectateurs[1] (première diffusion)

- Katrina Hobbs (Candace Barr)
- Ellie Gall (Rachel Nanning)

### Épisode 2:Cabine Trois
- États-Unis : 4 mars 2018 sur Starz
- France : 5 mars 2018 sur OCS Choc

- États-Unis : 171 000 téléspectateurs[2] (première diffusion)

- Debbie Newby-Ward (Marci)
- Helene Wong (Mrs. Lam)
- Samantha Young (Natalie)

### Épisode 3:Morte sur le Papier
- États-Unis : 11 mars 2018 sur Starz
- France : 12 mars 2018 sur OCS Choc

- États-Unis : 160 000 téléspectateurs[3] (première diffusion)

- Lee Majors (Brock Williams)
- Katrina Hobbs (Candace Barr)

### Épisode 4:Un goût d'inachevé
- États-Unis : 18 mars 2018 sur Starz
- France : 19 mars 2018 sur OCS Choc

- États-Unis : 176 000 téléspectateurs[4] (première diffusion)

- Lee Majors (Brock Williams)
- Ellie Gall (Rachel Nanning)
- Samantha Young (Natalie)
- Chelsie Preston Crayford (Kaya)

### Épisode 5:À l'épreuve des bébés
- États-Unis : 25 mars 2018 sur Starz
- France : 26 mars 2018 sur OCS Choc

- États-Unis : 179 000 téléspectateurs[5] (première diffusion)

- Samantha Young (Natalie)
- Hemky Madera (Brujo)

### Épisode 6:Le Territoire des damnés
- États-Unis : 1er avril 2018 sur Starz
- France : 2 avril 2018 sur OCS Choc

- États-Unis : 196 000 téléspectateurs[6] (première diffusion)

- Emelia Burns (Zoe)
- Chelsie Preston Crayford (Kaya)

### Épisode 7:Valse macabre
- États-Unis : 8 avril 2018 sur Starz
- France : 9 avril 2018 sur OCS Choc

- États-Unis : 136 000 téléspectateurs[7] (première diffusion)

- Emelia Burns (Zoe)
- Mikaela Rüegg (la fille morte)

### Épisode 8:Plans séparés
- États-Unis : 15 avril 2018 sur Starz
- France : 16 avril 2018 sur OCS Choc

- États-Unis : 175 000 téléspectateurs[8] (première diffusion)

- Emelia Burns (Zoe)
- Mikaela Rüegg (la fille morte)

### Épisode 9:Le Jugement dernier
- États-Unis : 22 avril 2018 sur Starz
- France : 23 avril 2018 sur OCS Choc

- États-Unis : 130 000 téléspectateurs[9] (première diffusion)

- Emelia Burns (Zoe)
- Chelsie Preston Crayford (Kaya)
- Katrina Hobbs (Candace Barr)

### Épisode 10:Le Courage de l'humanité
- États-Unis : 29 avril 2018 sur Starz
- France : 30 avril 2018 sur OCS Choc

- États-Unis : 174 000 téléspectateurs[10] (première diffusion)